# La Bohème (Puccini)

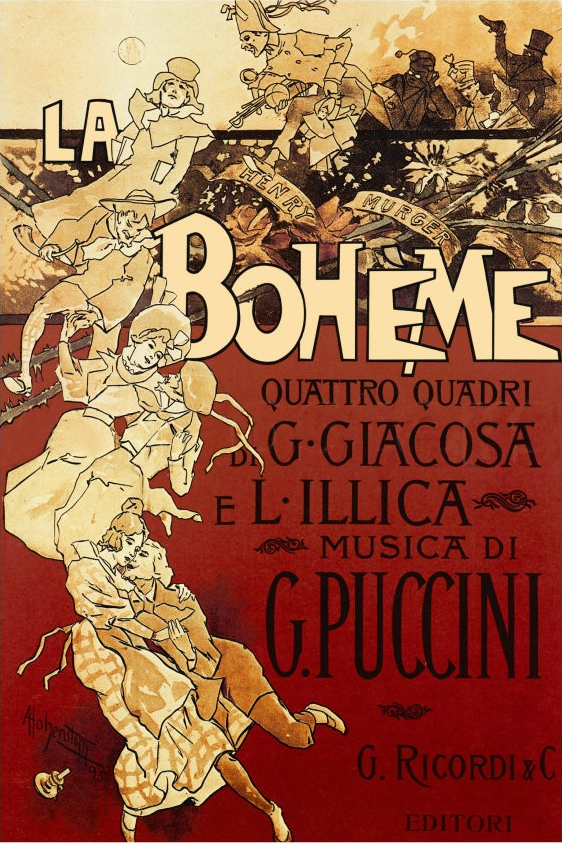

La Bohème là vở opera 4 màn của nhà soạn nhạc người Ý Giacomo Puccini. Những người viết lời cho tác phẩm là Giuseppe Giacosa và Luigi Illica. Cả hai đã viết lời theo tiểu thuyết Những cảnh đời ở Bohème của Henri Murger. Tác phẩm này được Puccini sáng tác vào các năm 1894-1895, trình diễn lần đầu tiên tại Turin vào năm 1896. Tiếp theo tác phẩm được trình diễn tiếp tại Manchester của Anh và Los Angeles của Mỹ cùng vào năm 1897, San Francisco và New York vào năm 1898, London vào năm 1899.

## Âm thanh
| Khúc Vecchina zimarra thuộc màn thứ tư trong vở opera La Bohème của Giacomo Puccini |  |
|                                                                                     |  |
|                                                                                     |  |

| Khúc O soave fanciulla thuộc vở opera La Bohème của Giacomo Puccini do Enrico Caruso và Nellie Melba thể hiện |  |
| |  |
| |  |

| Khúc Mi chiamano Mimì par Claudia Muzio trong vở opera La Bohème của Giacomo Puccini, do Claudia Muzio thể hiện |  |
| |  |
| |  |

| Khúc Adieu de Mimi trong vở opera La Bohème của Giacomo Puccini, do Nellie Melba |  |
|                                                                                  |  |
|                                                                                  |  |

| Khúc O Mimì, tu più non torni thuộc màn thứ tư của vở opera La Bohème của Giacomo Puccini, do Enrico Caruso và Antonio Scotti thể hiện |  |
| |  |
| |  |

| Khúc Adelina Agostinelli trong vở opera La Bohème của Giacomo Puccini |  |
|                                                                       |  |
|                                                                       |  |

## Tóm tắt nội dung
Địa điểm: Paris
Thời gian: 1830

### Màn 1
Ở gác xép của 4 người Bohemia
Marcello đang vẽ, trong khi đó Rodolfo thì đang nhìn đăm đăm ra ngoài cửa sổ. Họ than phiền về cái lạnh. Để giữ ấm, họ đốt bản viết tay vở kịch của Rodolfo. Colline, nhà triết học, bước vào, run run và cằn nhằn về việc không thể cầm đồ một số cuốn sách. Schaunard, nhạc sĩ, đi vào cùng với đồ ăn, rượu và xì gà. Anh lý giải về nguyên nhân sự giàu có của mình: một công việc với một quý ông người Anh kỳ quặc, người yêu cầu anh chơi violin cho một con vẹt đến khi nó chết. Những người còn lại không thèm nghe câu chuyện của anh ta mà chỉ chăm chăm dọn bàn để ăn uống. Schaunard chen ngang, bảo họ rằng họ phải giữ đồ ăn cho những ngày sắp tới: tối nay họ sẽ cùng ăn mừng vận may của anh ta ở Cafe Momus, anh ta trả tiền.
Những người bạn bị cắt ngang bởi Benolt, chủ nhà, tới để thu tiền thuê nhà. Họ nịnh anh ta bằng rượu. Trong cơn say, anh ta bắt đầu khoe khoang về những cuộc phiêu lưu tình ái, nhưng cũng để lộ ra rằng anh ta đã kết hôn. Họ đẩy anh ta ra khỏi phòng mà không thèm trả tiền thuê nhà, trong sự phẫn nộ về đạo đức một cách khôi hài. Tiền thuê nhà được chia trong buổi tối dạo chơi ở Quartier Latin.
Marcello, Schaunard và Colline ra ngoài, còn Rodolfo ở lại một mình một lúc để viết nốt, hứa với bạn là sẽ sớm tham gia cùng. Có tiếng gõ cửa. Một cô gái sống cùng tòa nhà. Nến của cô đã bị thổi tắt, và cô không có diêm, cô nhờ Rodolfo thắp sáng nó. Cô nhanh chóng bị xỉu và Rodolfo đã đưa cô ra ghế và đưa cho cô một cốc rượu. Cô cảm ơn anh. Sau vài phút, cô nói là cô đã khá hơn và phải đi bây giờ. Nhưng vừa rời đi, cô nhận ra là đã đánh rơi mất chìa khóa. Nến của cô lại bị tắt bởi một luồng gió và của Rodolfo cũng vậy. Cả hai sẩy chân ngã trong bóng tối. Rodolfo nóng lòng được dành thời gian với cô gái, người mà anh đã bị thu hút, tìm và thủ chiếc chìa khóa, làm bộ vô tội. Anh cầm bàn tay lạnh của cô và nói cho cô về cuộc đời nhà thơ của anh, đòi cô kể về cuộc đời mình. Cô gái nói tên cô là Mimi, và miêu tả cuộc đời cô đơn giản chỉ là một thợ thêu. Mất kiên nhẫn, những người bạn đang chờ gọi Rodolfo. Anh trả lời điện thoại, đồng thời nhìn Mimi đang tắm trong ánh trăng. Họ nhận ra họ đã yêu nhau. Rodolfo muốn ở lại nhà với Mimi, nhưng cô quyết định tham gia cùng mọi người ở Cafe Momus. Họ vừa đi vừa hát về tình yêu mới chớm nở.

### Màn 2:
Quartier Latin